# ラファエル・ボルダロ・ピニェイロ
ラファエル・ボルダロ・ピニェイロ（Rafael Bordalo Pinheiro　または Raphael Bordallo Pinheiro、1846年3月21日 – 1905年1月23日）はポルトガルの風刺画家、イラストレーター、陶芸家、彫刻家である。ポルトガルにおける漫画のパイオニアであり、また1885年に、カルダス・ダ・ライーニャに陶器の制作所を開き、「ボルダロ・ピニェイロ」は陶器のブランドとしてよく知られている。

## 略歴
リスボンで画家、マヌエル・マリア・ボルダロ・ピニェイロ(Manuel Maria Bordalo Pinheiro:1815-1880)の息子に生まれた。姉のマリア・アウグスタ(Maria Augusta de Prostes Bordalo Pinheiro :1841-1915) と弟のコルンバノ・ボルダロ・ピニェイロ(1857-1929)は画家になった。父親から絵を学び、雑誌「A Berlinda」や「O Calcanhar de Aquiles」といった雑誌の挿絵や風刺的なカリカチュアを発表するようになった。
1875年にブラジルに渡り、「Mosquito」などのイラストレーター、漫画家として働いた。この雑誌にはイタリア生まれでブラジルの代表的なイラストレーターになったアンジェロ・アゴスティーニ(1843-1910)も働いていた 。その後、ピニェイロは別の政治風刺雑誌の編集者になり、風刺画家として知られるようになり、イギリスの絵入り新聞、「イラストレイテド・ロンドン・ニュース」からも依頼を受けた。
1866年に結婚し、翌年、リスボンで息子のマヌエル・グスタボ・ボルダロ・ピニェイロ(Manuel Gustavo Bordalo Pinheiro:1867-1920)が生まれた。マヌエル・グスタボもイラストレーター、陶芸家として働き、父親の設立した陶芸工場を発展させることになる。
1875年に、現在も人気のあるポルトガルの貧しいひげ面の農民のキャラクター、セ・ポヴィーニョを作り上げた。
1881年に、画文集「No Lazareto de Lisboa」を出版した。
陶芸家として働くようになり、カルダス・ダ・ライーニャで制作される陶器のデザインをし、1885年に、陶器作りの盛んなカルダス・ダ・ライーニャに陶磁器工場を設立した。「ボルダロ・ピニェイロ」は陶器のブランドとして現在もよく知られている。
1905年にリスボンで没した。
1916年にリスボンにラファエル・ボルダロ・ピニェイロ美術館(Museu Rafael Bordalo Pinheiro)が設立され、作品などが展示されている。

## 作品

### 絵画/イラスト

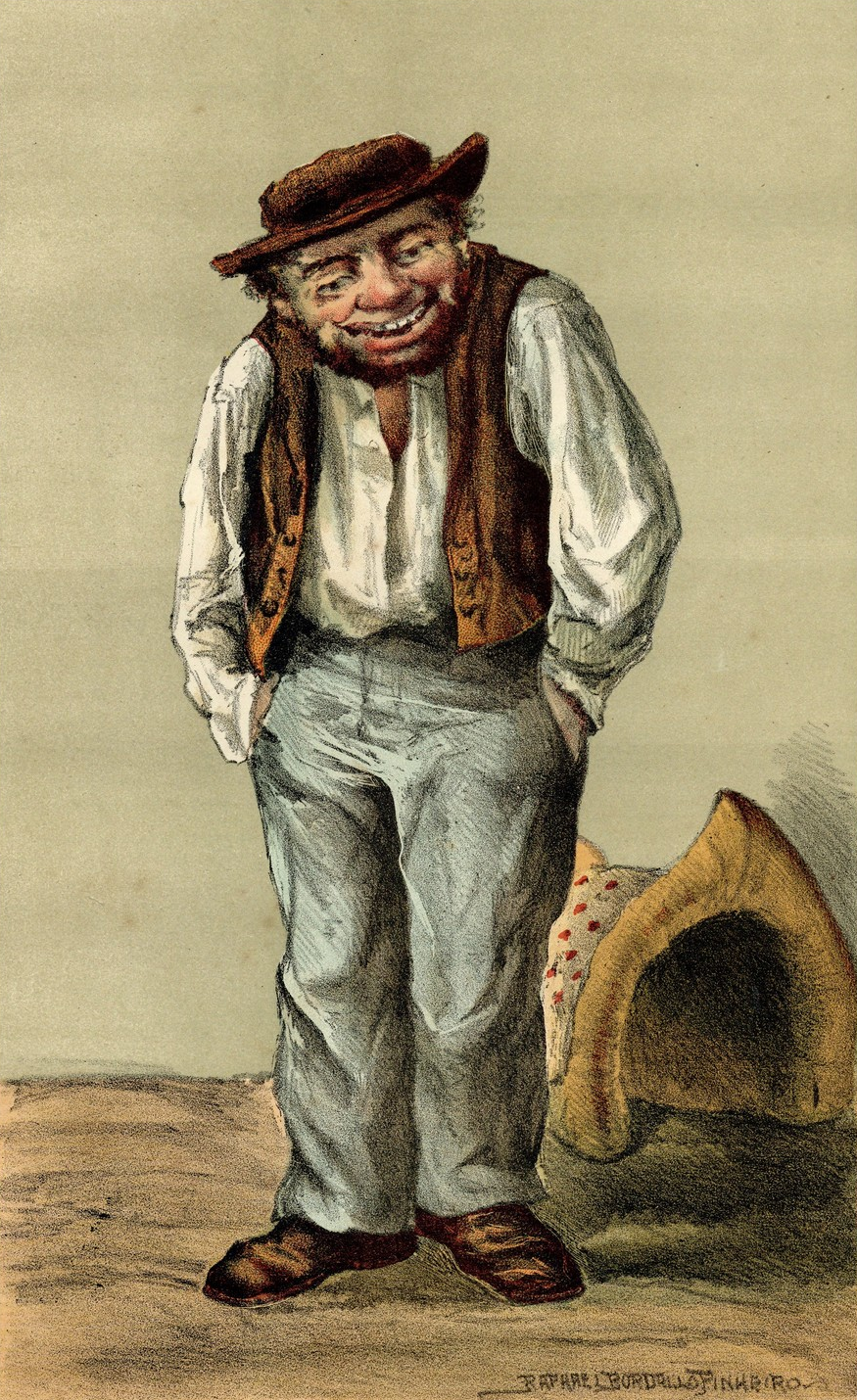
セ・ポヴィーニョ
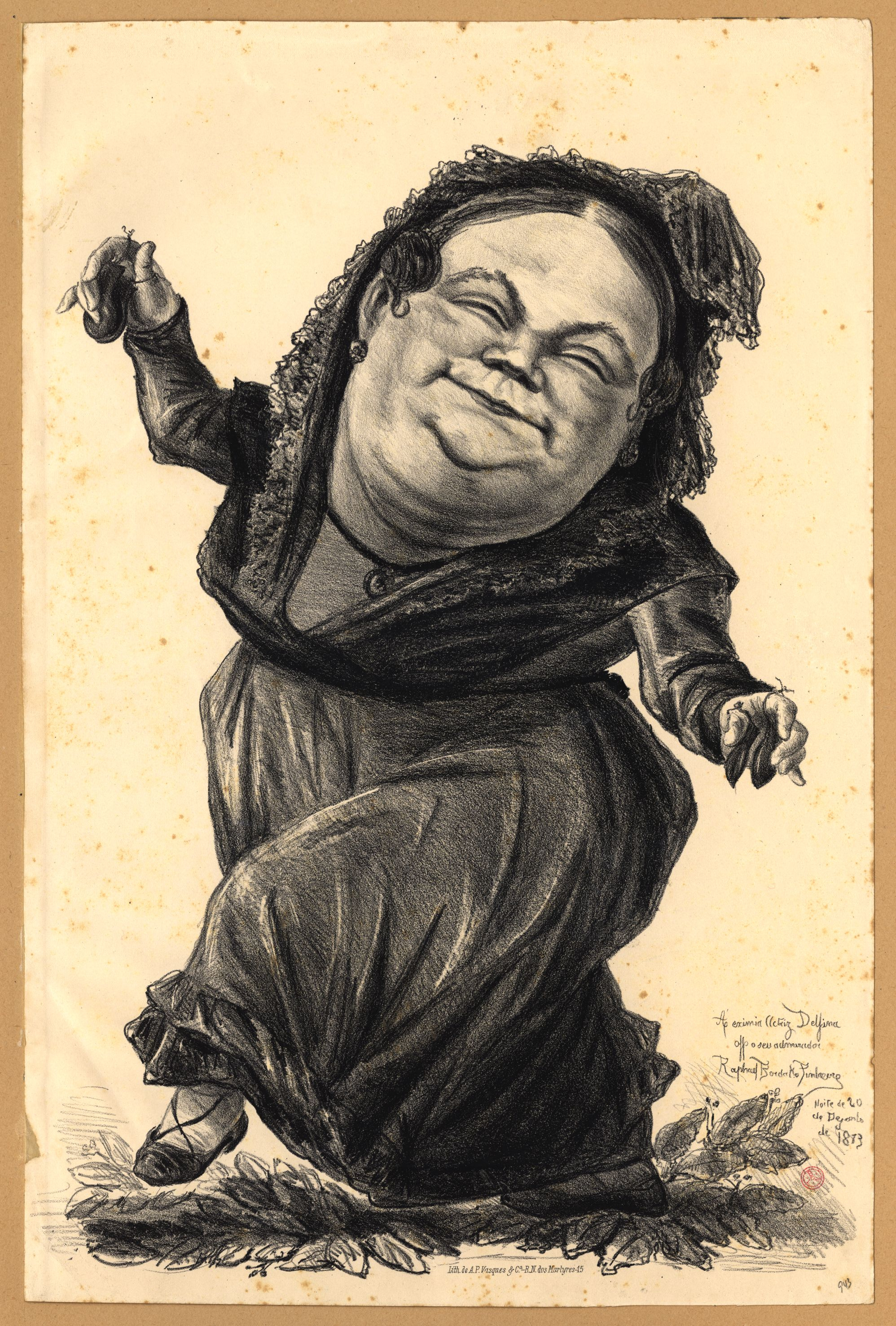
女優、 Delfina do Espírito Santo
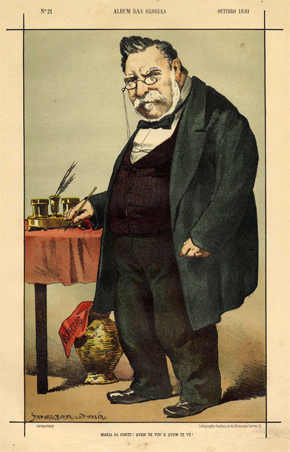
政治家、António Rodrigues Sampaio
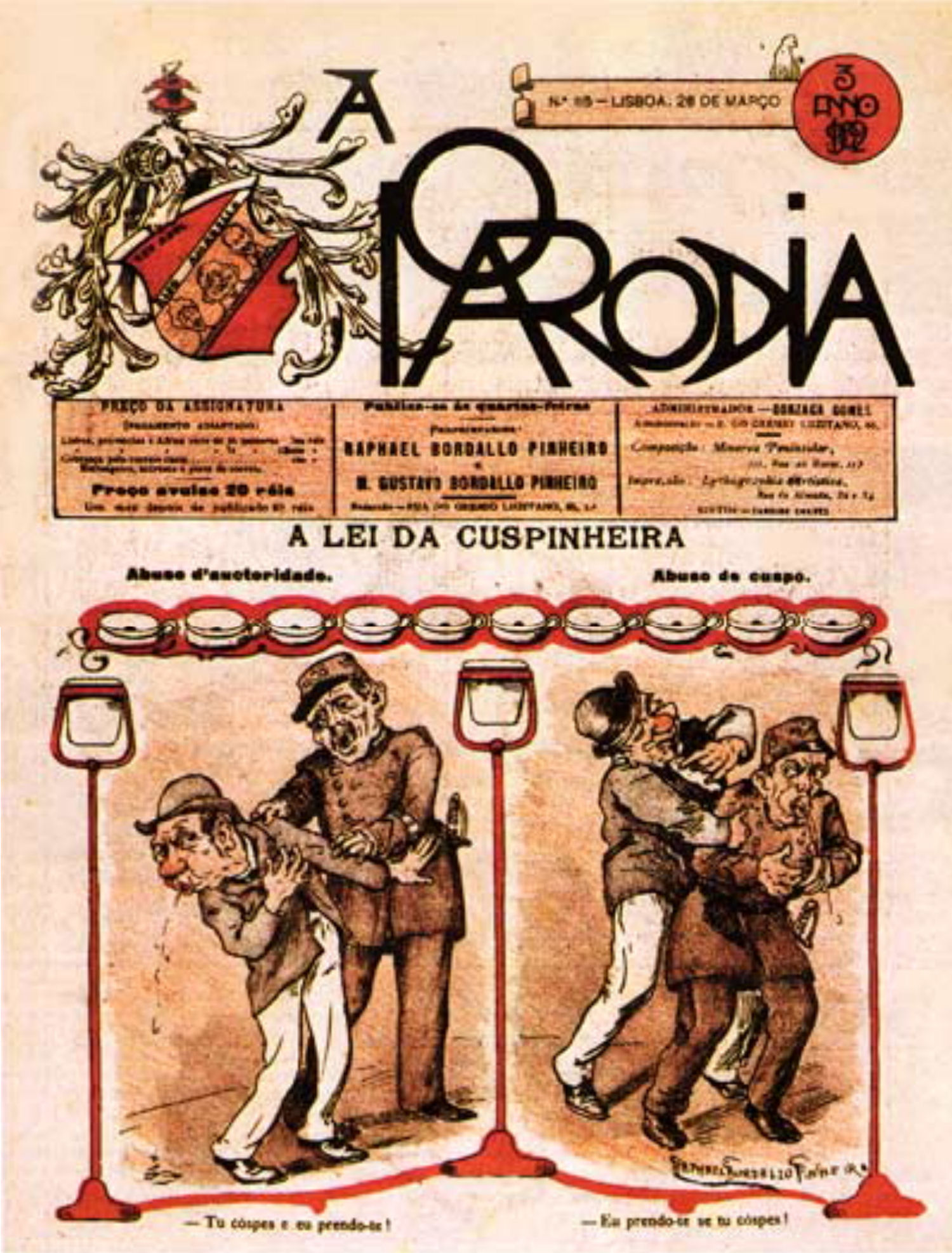
雑誌表紙絵

### 陶器デザイン

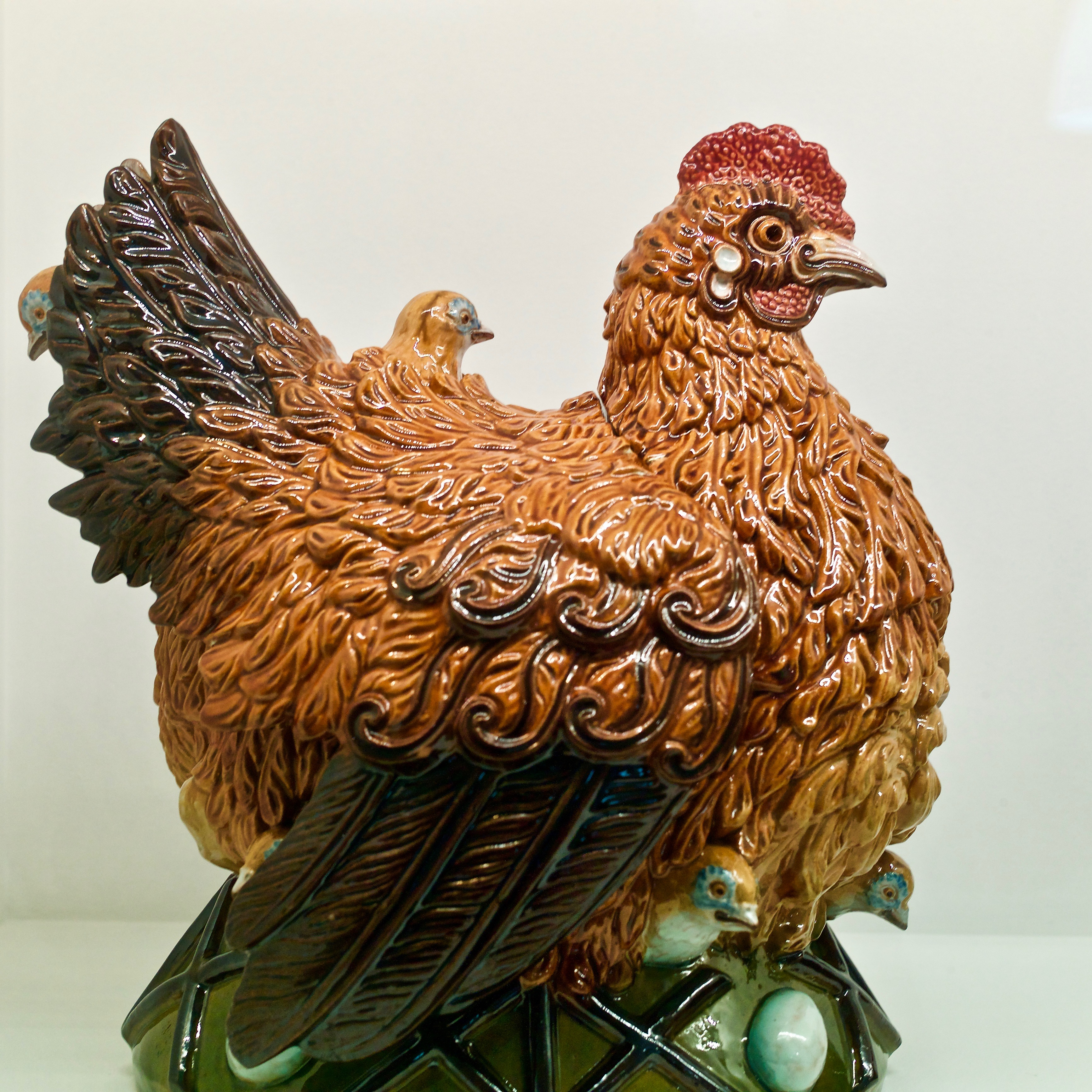
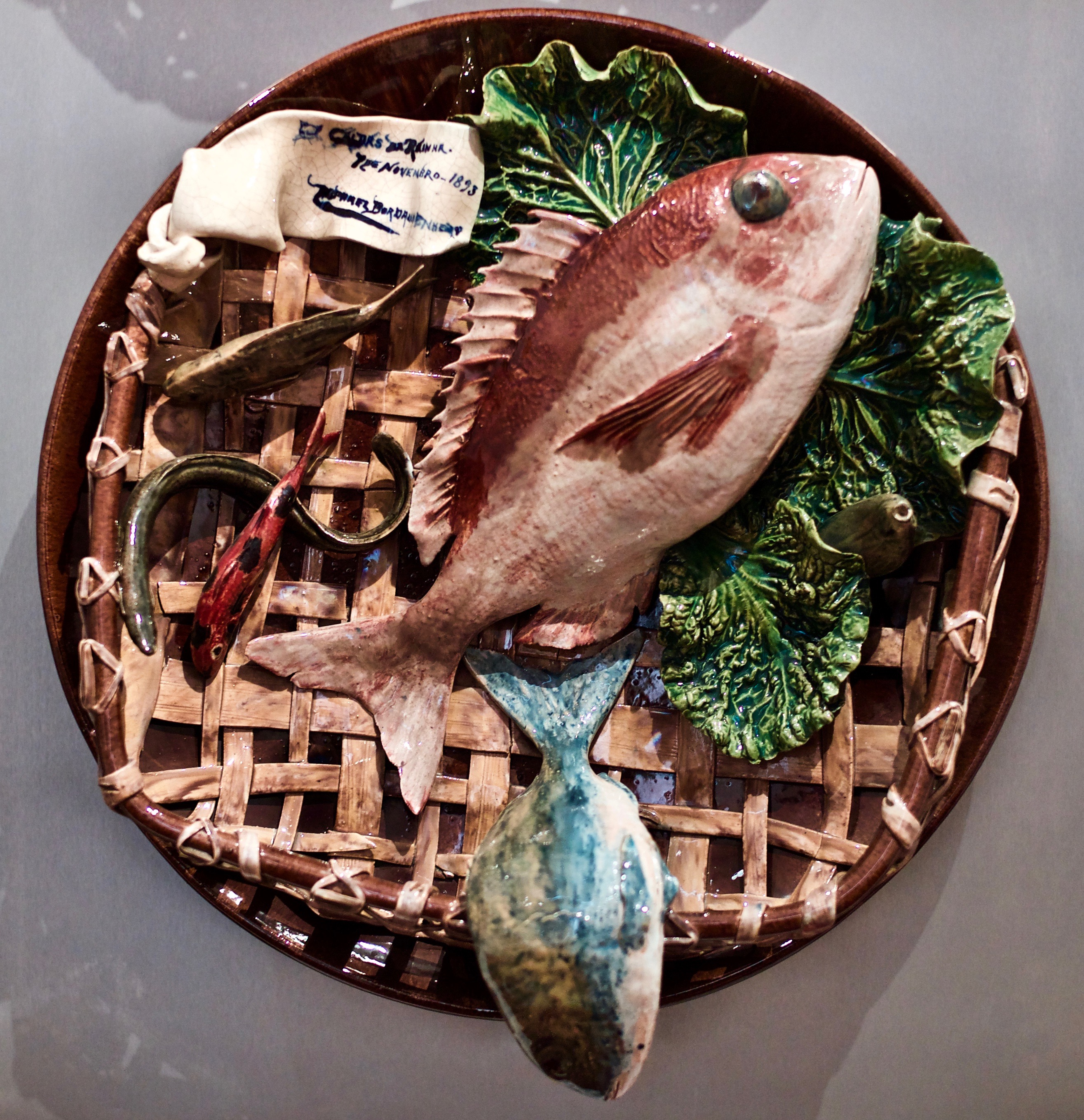
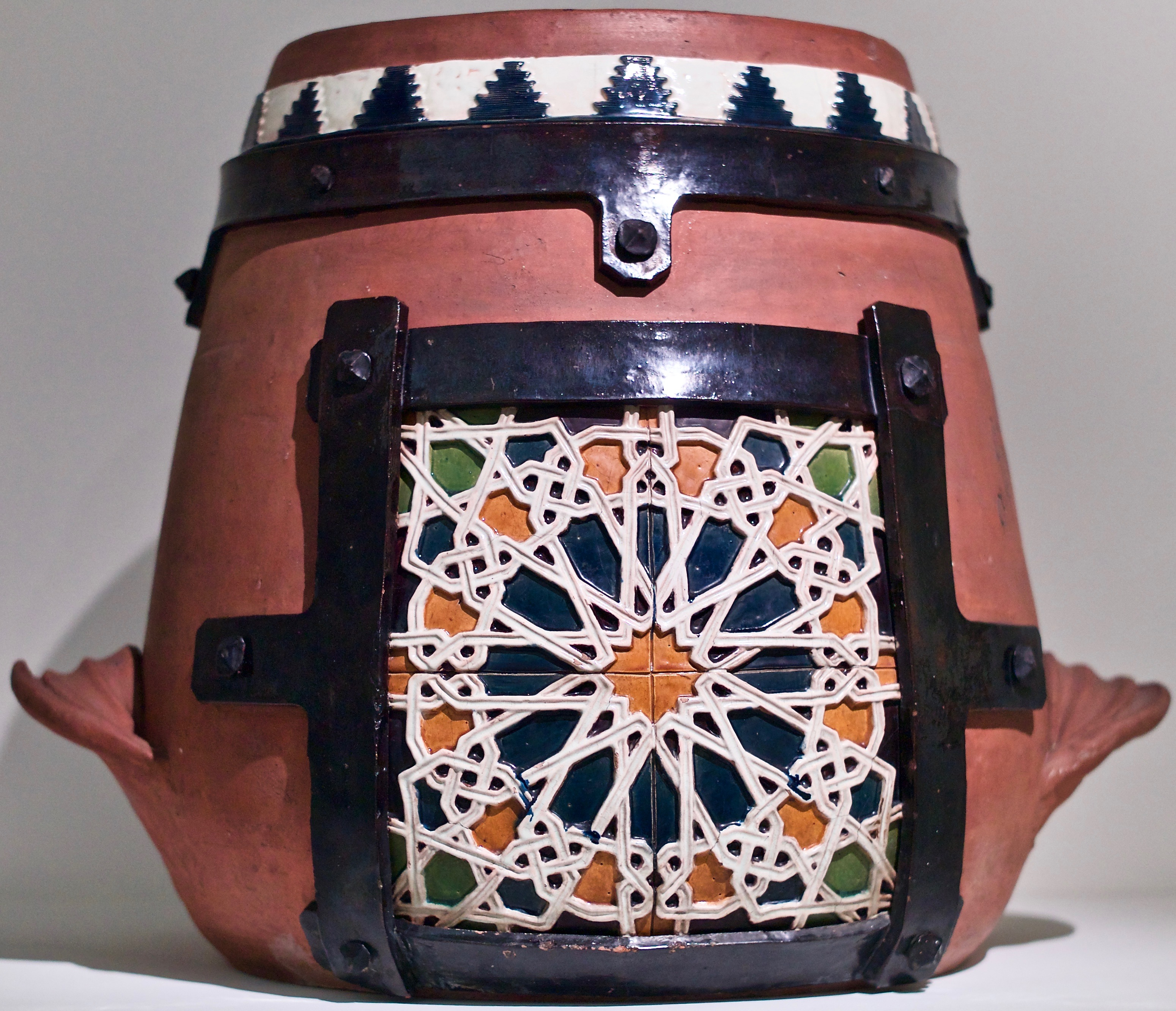
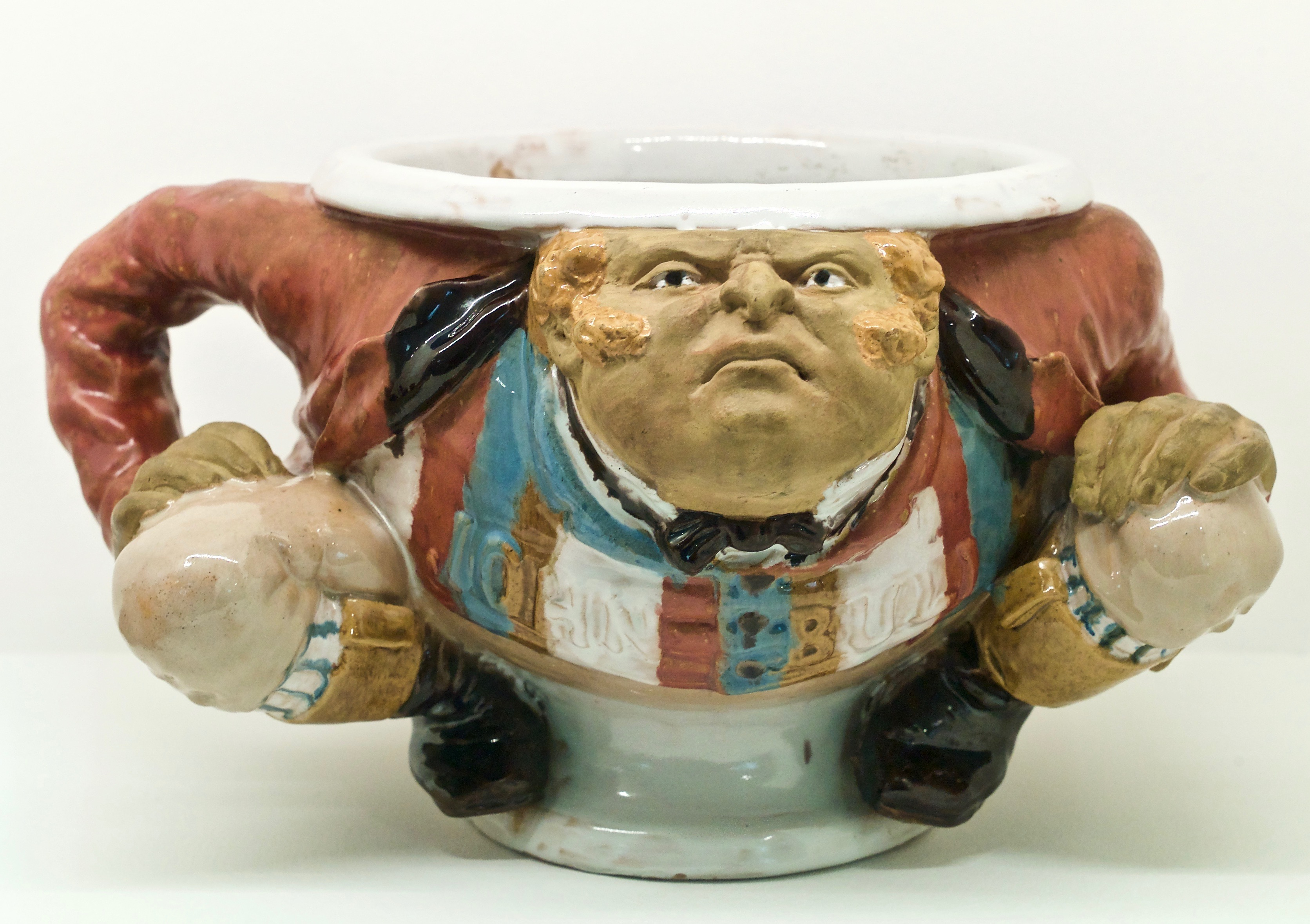